# Zamczyska (szczyt)
Zamczyska (ok. 740 m) lub Czoło – szczyt w Paśmie Łysiny w Beskidzie Małym. Znajduje się pomiędzy Ścieżków Groniem, a najbardziej zachodnim z trzech wierzchołków Płonnego, oddzielony od niego Przełęczą Płonną. Od Ścieżków Gronia (Łysiny) oddziela go przełęcz Pod Łysiną. Szczyt znajduje się w lesie, ale zaraz po jego południowej stronie są pola i zabudowania należącego do wsi Łysina osiedla Rafale.
Historyczna nazwa szczytu to Czoło, powszechnie używana przez miejscową ludność. Taką nazwę podają Aleksy Siemionow i przewodnik „Beskid Mały”, jednak Geoportal bazujący na państwowym rejestrze nazw geograficznych podaje nazwę Zamczyska.
Zamczyska znajdują się w granicach wsi Kocierz Rychwałdzki w województwie śląskim, w powiecie żywieckim, w gminie Łękawica. Południowymi i zachodnimi stokami biegnie zielony szlak turystyczny. Z odkrytych terenów na południowym zboczu Zamczysk panorama widokowa na całe Pasmo Babiogórskie i Jałowieckie, Tatry, Grupę Wielkiej Raczy, Grupę Pilska i Beskid Śląski.
Szlaki turystyczne
 Kocierz Rychwałdzki – Ścieżków Groń – Pod Łysiną – Zamczyska – Przełęcz Płonna – Płonne – Kucówki – Czarne Działy – Gibasówka – Gibasów Wierch (Wielki Gibasów Groń) – Przełęcz pod Madohorą – Madohora – rozstaje Anuli – Smrekowica – rozdroże pod Smrekowicą – Suwory – Krzeszów.